# Gibliston House

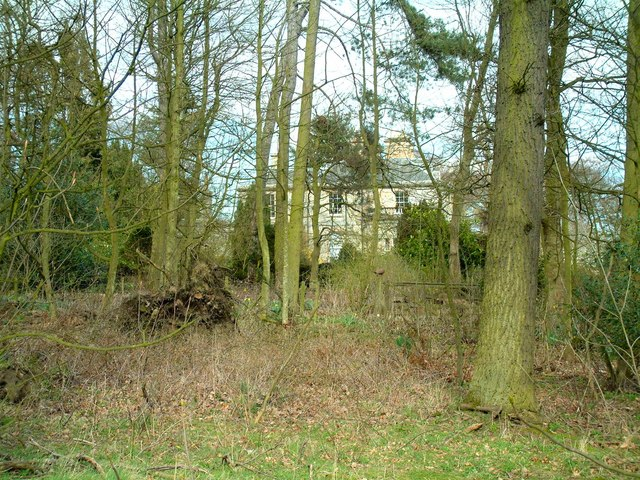
Gibliston House

Gibliston House ist eine Villa nahe der schottischen Ortschaft Arncroach in der Council Area Fife. 1984 wurde das Bauwerk als Einzeldenkmal in die schottischen Denkmallisten in der höchsten Denkmalkategorie A aufgenommen.

## Geschichte
Die Villa wurde vermutlich um 1820 für Robert Gillespie Smith of Gibliston erbaut. Der planende Architekt ist nicht überliefert, in einer Sammlung findet sich jedoch ein ähnlicher Entwurf David Hamiltons. 1916 erwarb Robert Lorimer Gibliston House und lebte fortan dort. Bis 1931 erweiterte er die Villa und vererbte sie innerhalb der Familie weiter.

## Beschreibung
Das klassizistisch ausgestaltete, zweistöckige Gibliston House steht isoliert rund 1,2 km westlich des Weilers Arncroach. Entlang des Erdgeschosses ist das Mauerwerk rustiziert. Das Eingangsportal befindet sich zentral an der südexponierten Hauptfassade. Es ist pilastriert und schließt mit einem Kämpferfenster. Entlang der Fassade sind sämtliche Gebäudeöffnungen in flache, rundbogige Aussparungen eingelassen. Gesimse gliedern die Fassaden horizontal. Die Fenster sind teils gekuppelt. Von dem schiefergedeckten Dach ragen zwei Dachgauben auf, die 1919 hinzugefügt wurden. Von Lorimer stammt auch der 1927 erbaute, mit Harl verputzte Anbau an der Nordseite.